# 瓦爾扎扎特
瓦爾扎扎特，又譯歐薩薩，是非洲北部國家摩洛哥的城市，由德拉-塔菲拉勒特大区負責管轄，位於撒哈拉沙漠之邊陲、阿特拉斯山脈以南，海拔高度1,151米，有「沙漠之門」之譽。每年平均降雨量102毫米，2014年人口71,067。
「歐薩薩」之名源自當地原住民的語言柏柏爾語，有「清晰」、「不含糊」的意思。歐薩薩是摩洛哥的主要旅遊目的地，也是遊覽德拉山谷和撒哈拉沙漠的起點。城西的艾本哈杜被聯合國教科文組織列為世界遺產。
歐薩薩地區是著名的電影製作地。在此拍攝的電影包括《木乃伊》（1999）和《神鬼戰士》（2000）。電視劇《權力的遊戲》的一部分也是在這裡拍攝的。
被視為地球上以雙腳參與的最艱苦賽事的撒哈拉沙漠馬拉松在本城市及南部撒哈拉沙漠舉行。

## 外部連結
- Movies shot in Ouarzazate Archive.today的存檔，存档日期2013-01-03 at IMDb
- more info about Ouarzazate （页面存档备份，存于）

30°55′N 6°55′W / 30.917°N 6.917°W